# ایپوی‌تارنوتس
ایپوی‌تارنوتس (به مجاری: Ipolytarnóc) یک شهرداری در مجارستان است که در ناحیه شالگوتاریان واقع شده‌است. ایپوی‌تارنوتس ۱۳٫۶۶ کیلومتر مربع مساحت و ۵۷۱ نفر جمعیت دارد.